# ゴールデングランプリ陸上
SEIKOゴールデングランプリ陸上（セイコーゴールデングランプリりくじょう）は、毎年5月にワールドアスレティックス公認の世界サーキット「ワールドアスレティックス・コンチネンタルツアー」の一環として開催される陸上競技大会である。

## 概要
日本国内の競技場を使用する陸上競技会で、IAAFから「ワールドチャレンジミーティングス」の認定を受けている唯一の大会。世界中の一流陸上選手を多数招待したうえで、全ての種目を1日で完結させる単発の競技会としては日本最大級の規模を擁しているほか、陸上競技の国際大会（世界陸上選手権・夏季オリンピック）におけるトラック&フィールド系種目の日本代表選手選考会を兼ねている。
2010年まで毎年5月に長居陸上競技場（大阪市東住吉区）で開かれていたIAAFグランプリ大阪大会と、毎年9月に関東地方の陸上競技場で主に催されていたスーパー陸上を統合した大会として、2011年に等々力陸上競技場（神奈川県川崎市）で「セイコーゴールデングランプリ川崎」として第1回大会を開催。会場、特別協賛社のセイコーを含むスポンサー、全国向けテレビ中継の制作局（TBSテレビ）をスーパー陸上から引き継いだ。
2013年の大会は、等々力陸上競技場メインスタンド改修工事との兼ね合いで会場を国立霞ヶ丘競技場陸上競技場（初代の国立競技場）を移したことから、「セイコーゴールデングランプリ陸上2013東京」というタイトルで5月5日に開催。翌2014年の大会（5月5日開催）でも、初代の国立競技場を使用した。初代の国立競技場における陸上競技の主要大会は、2014年開催分の当大会が最後で、2020東京オリンピックの開催を前に第2代の（国立）競技場へ建て替えられた。このような事情から、2016年の大会（5月10日開催）と2017年の大会（5月8日開催）では、等々力陸上競技場を再び使用している。
その一方で、2018年の大会は5月20日、2019年の大会は5月19日に長居陸上競技場（ヤンマースタジアム長居）で開かれた。国立競技場の建て替えに加えて、等々力陸上競技場が改修工事へ入ったことに伴う措置で、2019年の大会では日本選手権の男女10000m競技会も併催していた。
2020年には、夏季（7月下旬 - 8月上旬）に東京オリンピックの開催を控えていたことから、「セイコーゴールデングランプリ陸上2020東京」として第2代国立競技場で5月10日の開催を予定していた。しかし実際には、年頭から新型コロナウイルス感染症（COVID-19）が世界規模で流行していることを背景に、当大会を8月23日、東京オリンピックを翌2021年の夏季にまで延期。当大会の開催に際しては、新型コロナウイルスへの感染拡大防止の観点から（関係者を除いて）観客を入場させず、出場選手も日本国内を拠点に活動している選手に限定した。その一方で、学生の部活動がCOVID-19流行の影響で例年から大幅に制限されている実態を踏まえて、高校生の選手を対象に「ドリームレーン」という出場枠を設けた。
2021年には、5月9日に第2代国立競技場での開催を予定していた。しかし、READY STEADY TOKYO（2020東京オリンピック・パラリンピックのテスト大会）と「2021ワールドアスレティックスコンチネンタルツアー」のゴールド種目を同日に国立競技場で併催することが3月下旬までに決まったため、当大会の開催は見送られた。日本国内ではこの年もCOVID-19の流行が続いていたが、オリンピックは7月23日から8月8日まで、パラリンピックは8月29日から9月5日まで原則として無観客で開催された。
2022年には、当大会を2年振りに再開。東京オリンピック・パラリンピックの閉幕後では初めて、第2代国立競技場を使用する陸上競技の本格的な国際大会として5月8日に開催した。日本国内では開催の時点で過去2年ほどにはCOVID-19が流行していないことから、開催に際しては観客の入場を条件付きで認めたほか、日本以外の国や地域で活動するトップアスリートの招聘を復活させた。
2023年には、5月21日に横浜国際総合競技場で6年振りに神奈川県での開催。感染症に関する日本の国内法で、COVID-19の扱いが大会の前々週（5月8日）から季節性インフルエンザなどと同等の「5類感染症」へ移行したことを踏まえて、2019年までの大会の運営体制を事実上復活させた。

## 開催日
- 2011年 5月8日（等々力陸上競技場）
- 2012年 5月6日（等々力陸上競技場）
- 2013年 5月5日（国立霞ヶ丘競技場陸上競技場）
- 2014年 5月11日（国立霞ヶ丘陸上競技場）
- 2015年 5月10日（等々力陸上競技場）
- 2016年 5月8日（等々力陸上競技場）
- 2017年 5月21日（等々力陸上競技場）
- 2018年 5月20日（長居陸上競技場）
- 2019年 5月19日（長居陸上競技場）[5]
- 2020年 8月23日（国立競技場）
- 2022年 5月8日 （国立競技場）
- 2023年 5月21日 (横浜国際総合競技場)
- 2024年 5月19日 （国立競技場）
- 2025年 5月18日 （国立競技場）

## スポンサー

### 主催
- 日本陸上競技連盟

#### 共催
- 川崎市・川崎市教育委員会（2011年）
- 東京都（2013年、2020年）
- 朝日新聞社（2011年、2013年）
- 日刊スポーツ新聞社（2011年、2013年）

#### 主管
- 神奈川陸上競技協会（2011年）
- 東京陸上競技協会（2013年、2020年）
- 大阪陸上競技協会（2018・19年）

### 後援
- 神奈川県体育協会（2011年）
- 川崎市スポーツ協会（2011年）
- TBS（2011年、2013年）
- かわさきFM（2011年）

### 協賛
- セイコースポーツライフ（特別協賛）（2011年、2013年）
- アシックス（2011年、2013年）
- 大塚製薬（2011年、2013年）
- 日本航空（2011年、2013年）
- ニシ・スポーツ（2011年、2013年）
- セレスポ（2011年、2013年）

### 特別協力
- 東急グループ（2012年）